# Гута-Дольна (Поморське воєводство)
Гута-Дольна (пол. Huta Dolna, нім. Niederhütte) — село в Польщі, у гміні Пшивідз Ґданського повіту Поморського воєводства.
Населення — 127 осіб (2011).
У 1975-1998 роках село належало до Гданського воєводства.

## Демографія
Демографічна структура станом на 31 березня 2011 року:
|          | Загалом | Допрацездатний вік | Працездатний вік | Постпрацездатний вік |
| -------- | ------- | ------------------ | ---------------- | -------------------- |
| Чоловіки | 73      | 15                 | 54               | 4                    |
| Жінки    | 54      | 7                  | 30               | 17                   |
| Разом    | 127     | 22                 | 84               | 21                   |